# Huragan Isaac

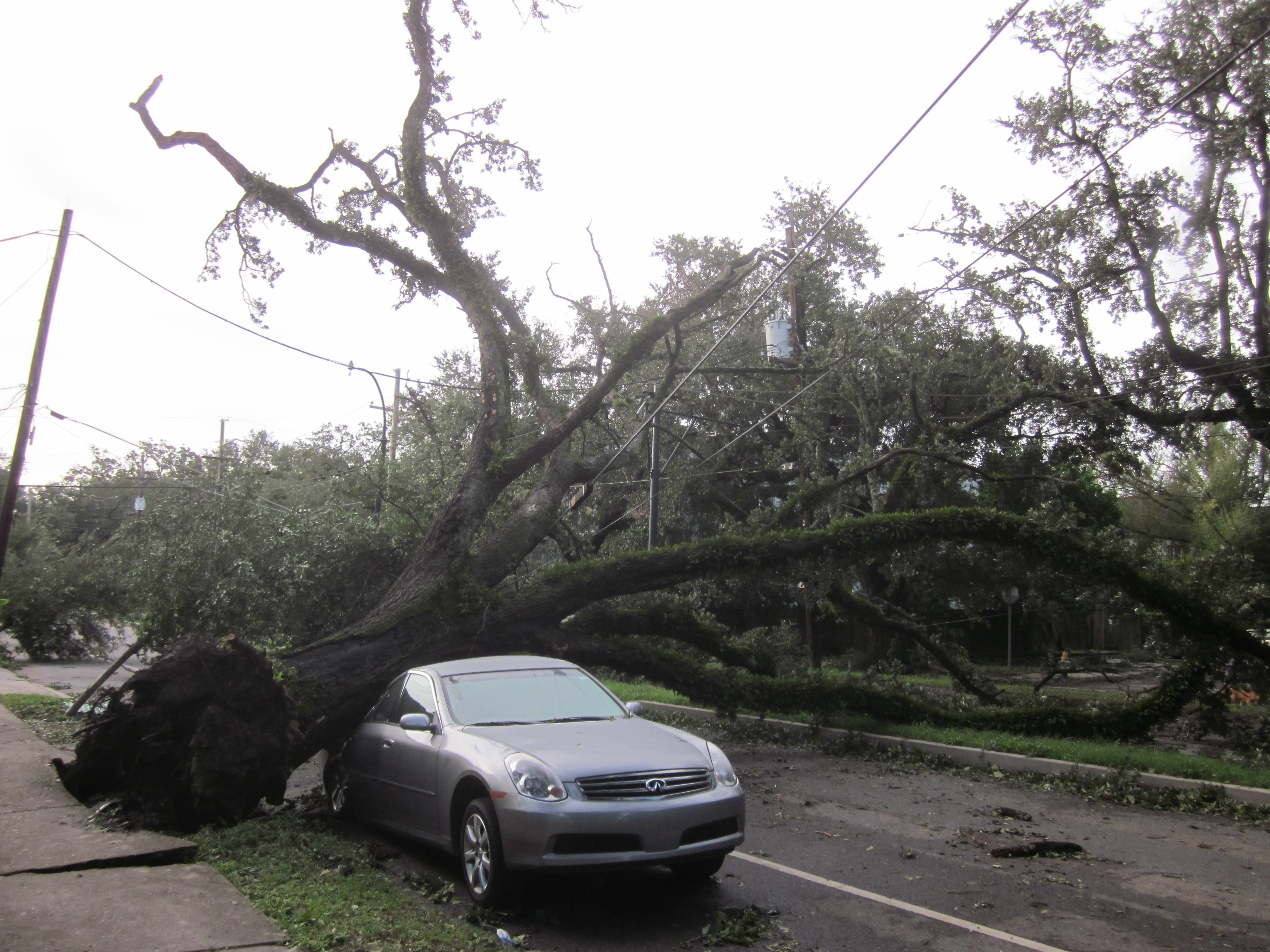
Zniszczenia spowodowane przez huragan w Nowym Orleanie

Huragan Isaac – cyklon tropikalny, który zagroził Florydzie, archipelagowi Florida Keys, oraz Zatoce Meksykańskiej, a także Alabamie, Missisipi i wschodniej Luizjanie. Uformował się 21 sierpnia 2012 roku, przy wybrzeżu Małych Antyli, będąc dziewiątym cyklonem i dziewiątą burzą tropikalną w 2012 roku. 24 sierpnia 2012 roku przeszedł on przez Haiti. Docierając do wybrzeża Stanów Zjednoczonych miał stać się huraganem kategorii trzeciej i uderzyć 28 bądź 29 sierpnia, w siódmą rocznicę przejścia huraganu Katrina. Cyklon okazał się jednak o wiele słabszy i uderzył w wybrzeże Luizjany w okolicach Nowego Orleanu jako huragan 1 kategorii. Miejscami zalane zostały przybrzeżne dzielnice miasta. Łącznie w wyniku działalności huraganu zginęły 44 osoby.

## Ofiary huraganu
| Kraj              | Ofiary śmiertelne |
| ----------------- | ----------------- |
| Haiti             | 29                |
| Stany Zjednoczone | 9                 |
| Dominikana        | 5                 |
| Portoryko         | 1                 |
| Razem             | 44                |